# Душан Петровић Шане
Душан Петровић Шане (Крагујевац, 28. јун 1914 — Београд, 21. јул 1977) био је учесник Народноослободилачке борбе, друштвено-политички радник СР Србије и СФРЈ, јунак социјалистичког рада и народни херој Југославије.

## Биографија
Рођен је 28. јуна 1914. године у Крагујевцу. После завршене основне школе и два разреда гимназије, морао је, због лошег материјалног стања, да прекине школовање и пређе на каменорезачки занат, којим се бавио његов отац.
Још у току учења заната дошао је у додир с радничким покретом. Од 1933. године активно је радио у синдикалном покрету Крагујевца. Био је секретар Месног синдикалног већа у Крагујевцу од 1935. до 1937. године. У чланство Савеза комунистичке омладине Југославије (СКОЈ) је примљен 1934, а у чланство Комунистичке партије Југославије (КПЈ) децембра 1935. године. Био је један од организатора и руководилаца штрајкова радника у Крагујевцу 1937. године.
Када је 1937. године дошло до великих провала у партијској организацији у Крагујевцу, повлачи се у илегалност, настављајући рад у селима око Крагујевца, где је илегално живео пет месеци. Почетком 1938. године, у обновљеној партијској организацији, изабран је за секретара МК КПЈ за Крагујевац и члана Обласног комитета КПЈ за крагујевачку област.
До Другог светског рата, углавном је политички деловао у Крагујевцу. Као делегат партијске организације Крагујевца, учествовао је на партијском саветовању Централног комитета КПЈ, јуна 1939, под Шмарном гором у Словенији, и на Петој покрајинској конференцији КПЈ за Србију, јуна 1940. године, у Београду. Због револуционарног рада, више пута је хапшен и саслушаван, али, у недостатку доказа, није осуђиван.

### Народноослободилачка борба
После Априлског рата и окупације Краљевине Југославије, 1941. године, по директиви Покрајинског комитета КПЈ за Србију, као инструктор ПК прелази на партијски рад у Окружно повереништво КПЈ за Аранђеловац, где је радио на повезивању и јачању партијских организација и припремању устанка. Организовао је прикупљање оружја и учествовао у формирању Првог шумадијског партизанског одреда, у коме је био заменик политичког комесара.
После повлачења партизанских снага из Србије у Санџак и источну Босну, новембра 1941. године, остао је по партијском задатку у аранђеловачком округу. Учествовао је, маја 1942. у формирању партизанске чете, која је успешно извела многе диверзије, окупљала нове борце и прерасла у Одред, а касније и бригаду. Од 1942. године је секретар ОК КПЈ за Крагујевац и у најтежим условима илегалног рада у овом округу радио је на учвршћивању партијских организација и организовању партизанских јединица.
У току 1943/44, поред партијског рада, највише је пажње посвећивао формирању шумадијских бригада. Године 1944. године постао је члан Покрајинског комитета КПЈ за Србију.

### Послератни период
После ослобођења Југославије, налазио се на одговорним партијским и државним дужностима у Социјалистичкој Републици Србији и СФР Југославији. Од 1945. до 1949. године био је председник Главног одбора Савеза синдиката Србије. У својству члана југословенске делегације, учествовао је на конференцији Светске синдикалне организације у Лондону, 1944. године, и на конгресу у Паризу, 1945. године. За народног посланика је биран на свим изборима од 1945. године.
Био је члан Председништва АСНОС-а, члан другог сазива Президијума Народне скупштине ФНРЈ (1950—1953), потпредседник Владе НР Србије и потпредседник Извршног већа НР Србије (1948—1953), потпредседник Народне скупштине НР Србије (1953—1958) и председник Скупштине СР Србије (1963—1969), затим председник Савеза синдиката Југославије (1969—1974), као и члан Главног одбора ССРН Србије и Извршног одбора Савезног одбора ССРН Југославије. Био је први председник Главног одбора Савеза удружења бораца Народноослободилачког рата Србије (1948—1962) и члан Извршног одбора СУБНОР-а Југославије.
Члан Централног комитета Савеза комуниста Србије био је од Првог конгреса, маја 1945. године, организациони секретар ЦК СК Србије (1949) и члан Извршног комитета ЦК СК Србије. Биран је за члана Централног комитета Савеза комуниста Југославије од Петог до Десетог конгреса, био је члан Извршног комитета ЦК СКЈ и члан Председништва СКЈ од 1966. године. Од 1974. године налазио се на дужности председника ССРН Југославије и члана Савета федерације. Имао је чин резервног генерал-мајора Југословенске народне армије (ЈНА).
Преминуо је у Београду 21. јула 1977. године. Сахрањен је у посебном меморијалном комплексу код Аранђеловца.
Носилац је Партизанске споменице 1941. и других југословенских одликовања, међу којима су — Орден јунака социјалистичког рада, Орден народног ослобођења, Орден заслуга за народ са златном звездом, Орден братства и јединства са златним венцем, Орден партизанске звезде са сребрним венцем и Орден за храброст. Орденом народног хероја одликован је 5. јула 1952. године.